# Last Generation
Last Generation es una canción del grupo finlandés de rock The Rasmus, y es la quinta pista de su álbum de 2005 Hide from the Sun.
El tema ha sido considerado por el vocalista de la banda Lauri Ylönen como una de sus canciones favoritas y de las que más le gusta interpretar en el escenario. 

## Créditos
The Rasmus
- Lauri Ylönen: Vocales
- Pauli Rantasalmi: Guitarra
- Eero Heinonen: Bajo
- Aki Hakala: Batería